# 豔遇 (蕭亞軒歌曲)
豔遇是由歌手 蕭亞軒所演唱的曲目, 收錄於第10張國語專輯 鑽石糖, 由 EMI發行.

## 歌曲資訊
此首歌由 Michael Jay 和 Johnny Pedersen 共同寫製, 這首歌並不做為專輯主打，只在部分電台少量播送, 在發行第5波主打, "WOW"之後， 唱片公司開始籌畫下一張專輯, 蕭灑小姐.

## 排行紀錄

### 排行榜
| Chart (2011)  | Peak position |
| ------------- | ------------- |
| 台灣(G-Music) | 27            |